# Erodius gibbus
Erodius gibbus là một loài bọ cánh cứng trong họ Tenebrionidae. Loài này được Johann Christian Fabricius miêu tả khoa học năm 1775.